# 오카모토 아즈사
오카모토 아즈사(일본어: 岡本 あずさ, 1992년 6월 21일 - )는 일본의 패션 모델, 배우이다.
아이치현 나고야시 출신. 스타더스트 프로모션 소속. 아지아 대학 재학 중.

## 드라마
- 텀블링 (2010년 4월 - 6월, 일본 TBS) - 사토나카 마리 역
- 용사 요시히코와 마왕의 성 (2011년 7월 - 9월, TV 도쿄) - 히사 역
- 비기너즈! (2012년 7월 - 9월, TBS) - 니이지마 치아키 역
- 김전일 소년 사건부 N(2014년 7월 - 9월, 일본 NTV) - 쿠로카와 미호 역